# Conomma harpago
Conomma harpago is een hooiwagen uit de familie Pyramidopidae.